# Соль (албум)
„Соль“ (Сол) е деветият студиен албум на Борис Гребеншиков. Включва 10 песни. Албумът е записан в САЩ и Великобритания.

## Песни от албума
1. „Праздник урожая во дворце труда“
2. „Пришёл пить воду“
3. „Губернатор“
4. „Не было такой“
5. „Любовь во время войны“
6. „Ветка“
7. „Голубиное слово“
8. „Если я уйду“
9. „Селфи“
10. „Stella Maris“

## Гост музиканти
- Пол Стейси – китара, бас
- Александър Титов – бас
- Борис Рубекин – синтезатор, флейта, челеста, мелотрон
- Андрей Суротдинов – цигулка, алт
- Шар – перкусия
- Liam Bradley – барабани
- Джереми Стейси (Noel Gallagher’s High Flying Birds) – барабани, тамбурин, марксофон
- Митчел Фрум – ОР1, синтезатор
- Майкъл Урбано – барабани
- David Farragher – бас
- Алексей Жилин – виолончело
- Всеволод Долганов – виолончело
- Алексей Саркисов – виолончело
- Leo Duarte – обой
- Lynda Sayse – теорба
- Клайв Бел – сякухати
- Мелиса Голдинг – кото
- Валерия Курбатова – арфа
- Ричард Томпсон – соло китара
- Мел Колинз (King Crimson) – бас кларинет
- Иън Андерсън (Jethro Tull) – флейта
- Ендрю Бьорд – цигулка
- Дейвид Хидалго – китара
- Браян Финеган – флейта